# コーアチェラ・バレー
コーアチェラ・バレー（英: Coachella Valley、発音: [koʊ.əˈtʃɛlə]、コーチェラと表記されることもある）は、アメリカ合衆国カリフォルニア州の南部にある大きなバレー（川の流域を中心とした平原）である。リバーサイド郡のサンバーナーディーノ山脈からカリフォルニア州最大の湖であるソルトン湖まで長さ約72キロメートル、幅は約24キロメートルある。海面下70メートルにあるソルトン湖に向かって傾斜している。西にはサンジャシント山脈とサンタロサ山脈、北と東はリトルサンバーナディーノ山脈が境界になっている。南東隅のチョコレート山脈からリトルサンバーナディーノ山脈の中心線に沿ってサンアンドレアス断層がバレーの中を横切っている。この断層は他の山の部分がはげ山になっているのに対して、その北側部分は緑の帯となっていて容易に視認できる。
チョコレート山脈はアメリカ海軍の射撃演習地となっており、その大半は一般の立ち入りができない。インランド・エンパイア地域（リバーサイド・サンバーナーディーノ都市圏と砂漠地帯）と比較した場合に、南に隣接するインペリアル・バレーと区別するために「デザート・エンパイア」と呼ぶことがある。地理学者や地質学者はインペリアル・バレーとコーアチェラ・バレーを併せて、「カウィーア盆地」あるいは「ソルトン・トラフ」（トラフは溝）と呼ぶことがある。
コーアチェラ・バレーは地理的に南カリフォルニアの農業とレクリエーションに使われている砂漠バレーである。人口は60万人に近い。人口が400万人を超え、アメリカ合衆国の中でも13番目に大きいインランド・エンパイアに属し、その中ではサンバーナーディーノ大都市圏に次ぎ2番目に大きな小区分となっている。

## 地理と気候
コーアチェラ・バレーは南西部をサンタロサ山脈とサンジャシント山脈に、北東部をリトルサンバーナディーノ山脈に囲まれている。これらの山脈の峰峰は標高が11,000フィート (3,300 m) 近辺であり、平均すれば3,000フィート (900 m) から4,000 (1,200 m) となる。この山脈があることで南カリフォルニアの他の場所では多い海洋層雲を効果的に止めている。山脈の中の狭い峠を通って、あるいはカリフォルニア湾から北上して海洋からの気象条件がバレー内に入ってくることがある。1976年9月のハリケーン・カスリーンはこの例である。夏季の日中の気温は105 °F (41 ℃) を滅多に下回らない。冬季の日中の気温は70 °F (21 ℃) から90 °F (32 ℃) であり、夜間の気温は50 °F (10 ℃) から70 °F (21 ℃) である。このことで冬季のリゾート地として人気がある。一年中暖かい気候のためにマンゴーやイチジク、ナツメヤシなど熱帯性の果物が生産されることで知られている。
地理的に南東にあるコロラド砂漠が北西に延びてきた位置にあるが、20世紀初期以来100,000エーカー (405 km2) 以上の灌漑を行い、広大な農業地帯となってきた。コーアチェラ・バレー水資源地区の2006年報告書では、このバレーの農作物年間生産量は5億7,600万ドル以上となり、1エーカーあたりは約12,000ドルとなっている。1938年から1948年にオールアメリカン運河の支流として建設されたコンクリート水路であるコーアチェラ運河によって、コロラド川の水がこのバレーにもたらされた。ロサンゼルス市やサンディエゴ市に飲料水を導くコロラド川用水路がリトルサンバーナーディーノ山脈の基底部に沿って、バレーの北東端を通っている。
サンアンドレアス断層がコーアチェラ・バレーの東側を走っている。この断層があるためにバレー内には多くの温泉がある。西のサンタロサ山脈はレイクエルシノール断層帯の一部である。前史時代のシュトゥルツストローム（地すべり）の名残をマルティネスキャニオンで見ることができる。メッカの色つきキャニオンは小さな断層と共に先カンブリア時代、第三紀および第四紀の岩石層、不整合、悪地および砂漠の地形を示している。コーアチェラ・バレーで地震の引き金になる地震活動は自然のものだが、時として破壊的な現象になる。断層線上には温泉や間欠泉がある。これら自然の水資源によって、これが無ければ過酷であったはずの砂漠環境で人間の生活や開発が可能になっている。これまでコーアチェラ・バレーに影響した地震としては、1992年のランダーズ地震があり、地域でいくらかの被害を出した。バレー内を震源とする地震では1986年のノースパームスプリングス地震があり、そのマグニチュードは6.0、29人が負傷し、51戸の家屋が損壊した。
| パームスプリングス（北部）の気候           | パームスプリングス（北部）の気候 | パームスプリングス（北部）の気候 | パームスプリングス（北部）の気候 | パームスプリングス（北部）の気候 | パームスプリングス（北部）の気候 | パームスプリングス（北部）の気候 | パームスプリングス（北部）の気候 | パームスプリングス（北部）の気候 | パームスプリングス（北部）の気候 | パームスプリングス（北部）の気候 | パームスプリングス（北部）の気候 | パームスプリングス（北部）の気候 | パームスプリングス（北部）の気候 |
| 月                                         | 1月                              | 2月                              | 3月                              | 4月                              | 5月                              | 6月                              | 7月                              | 8月                              | 9月                              | 10月                             | 11月                             | 12月                             | 年                               |
| ------------------------------------------ | -------------------------------- | -------------------------------- | -------------------------------- | -------------------------------- | -------------------------------- | -------------------------------- | -------------------------------- | -------------------------------- | -------------------------------- | -------------------------------- | -------------------------------- | -------------------------------- | -------------------------------- |
| 最高気温記録 °C （°F）                     | 35 (95)                          | 37 (99)                          | 40 (104)                         | 44 (112)                         | 47 (116)                         | 49 (121)                         | 51 (123)                         | 51 (123)                         | 49 (121)                         | 47 (116)                         | 39 (102)                         | 34 (93)                          | 51 (123)                         |
| 平均最高気温 °C （°F）                     | 21.3 (70.4)                      | 23.8 (74.8)                      | 26.5 (79.7)                      | 30.8 (87.5)                      | 34.8 (94.6)                      | 40 (104.0)                       | 42.3 (108.2)                     | 41.6 (106.9)                     | 38.5 (101.3)                     | 32.7 (90.9)                      | 25.7 (78.2)                      | 21.1 (70.0)                      | 31.6 (88.9)                      |
| 平均最低気温 °C （°F）                     | 6.8 (44.2)                       | 8.4 (47.2)                       | 10.4 (50.7)                      | 13.3 (56.0)                      | 17.1 (62.8)                      | 20.9 (69.6)                      | 24.4 (76.0)                      | 24.4 (76.0)                      | 21.4 (70.5)                      | 16.2 (61.1)                      | 9.8 (49.7)                       | 6.3 (43.4)                       | 14.9 (58.9)                      |
| 最低気温記録 °C （°F）                     | −7 (19)                          | −4 (24)                          | −2 (29)                          | 1 (34)                           | 2 (36)                           | 7 (44)                           | 12 (54)                          | 11 (52)                          | 8 (46)                           | −1 (30)                          | −5 (23)                          | −5 (23)                          | −7 (19)                          |
| 降水量 mm （inch）                         | 32.3 (1.27)                      | 29.2 (1.15)                      | 16 (0.63)                        | 2 (.08)                          | 1.5 (.06)                        | 1.3 (.05)                        | 4.8 (.19)                        | 10.2 (.40)                       | 9.9 (.39)                        | 2.8 (.11)                        | 7.4 (0.29)                       | 15.5 (0.61)                      | 132.8 (5.23)                     |
| 出典：http://www.wrcc.dri.edu/ August 2010 |                                  |                                  |                                  |                                  |                                  |                                  |                                  |                                  |                                  |                                  |                                  |                                  |                                  |

| インディオ（中部）の気候                   | インディオ（中部）の気候 | インディオ（中部）の気候 | インディオ（中部）の気候 | インディオ（中部）の気候 | インディオ（中部）の気候 | インディオ（中部）の気候 | インディオ（中部）の気候 | インディオ（中部）の気候 | インディオ（中部）の気候 | インディオ（中部）の気候 | インディオ（中部）の気候 | インディオ（中部）の気候 | インディオ（中部）の気候 |
| 月                                         | 1月                      | 2月                      | 3月                      | 4月                      | 5月                      | 6月                      | 7月                      | 8月                      | 9月                      | 10月                     | 11月                     | 12月                     | 年                       |
| ------------------------------------------ | ------------------------ | ------------------------ | ------------------------ | ------------------------ | ------------------------ | ------------------------ | ------------------------ | ------------------------ | ------------------------ | ------------------------ | ------------------------ | ------------------------ | ------------------------ |
| 最高気温記録 °C （°F）                     | 36 (97)                  | 38 (100)                 | 39 (103)                 | 43 (109)                 | 47 (117)                 | 51 (123)                 | 50 (122)                 | 49 (121)                 | 50 (122)                 | 46 (115)                 | 38 (101)                 | 34 (93)                  | 51 (123)                 |
| 平均最高気温 °C （°F）                     | 21.9 (71.5)              | 24.4 (75.9)              | 26.9 (80.5)              | 30.6 (87.1)              | 34.6 (94.2)              | 39.6 (103.2)             | 41.7 (107.1)             | 41.1 (106.0)             | 38.7 (101.6)             | 33.3 (92.0)              | 26.4 (79.5)              | 22.1 (71.7)              | 31.8 (89.2)              |
| 平均最低気温 °C （°F）                     | 5.6 (42.0)               | 8.1 (46.6)               | 11.3 (52.4)              | 14.8 (58.7)              | 18.6 (65.5)              | 22.7 (72.9)              | 25.8 (78.4)              | 25.6 (78.0)              | 22.2 (72.0)              | 16.4 (61.5)              | 8.9 (48.1)               | 5 (41.0)                 | 15.4 (59.8)              |
| 最低気温記録 °C （°F）                     | −11 (13)                 | −7 (20)                  | −4 (25)                  | 1 (33)                   | 3 (38)                   | 7 (45)                   | 15 (59)                  | 13 (56)                  | 8 (46)                   | −1 (31)                  | −5 (23)                  | −7 (19)                  | −11 (13)                 |
| 降水量 mm （inch）                         | 19.8 (0.78)              | 17.3 (0.68)              | 11.9 (0.47)              | 1.5 (.06)                | 1.5 (.06)                | 0.3 (.01)                | 2.5 (.10)                | 5.1 (.20)                | 5.3 (.21)                | 3 (.12)                  | 4.6 (0.18)               | 7.1 (0.28)               | 80 (3.15)                |
| 出典：http://www.wrcc.dri.edu/ August 2010 |                          |                          |                          |                          |                          |                          |                          |                          |                          |                          |                          |                          |                          |

| メッカ（南部）の気候                                                | メッカ（南部）の気候 | メッカ（南部）の気候 | メッカ（南部）の気候 | メッカ（南部）の気候 | メッカ（南部）の気候 | メッカ（南部）の気候 | メッカ（南部）の気候 | メッカ（南部）の気候 | メッカ（南部）の気候 | メッカ（南部）の気候 | メッカ（南部）の気候 | メッカ（南部）の気候 | メッカ（南部）の気候 |
| 月                                                                  | 1月                  | 2月                  | 3月                  | 4月                  | 5月                  | 6月                  | 7月                  | 8月                  | 9月                  | 10月                 | 11月                 | 12月                 | 年                   |
| ------------------------------------------------------------------- | -------------------- | -------------------- | -------------------- | -------------------- | -------------------- | -------------------- | -------------------- | -------------------- | -------------------- | -------------------- | -------------------- | -------------------- | -------------------- |
| 最高気温記録 °C （°F）                                              | 34 (93)              | 38 (100)             | 42 (107)             | 43 (110)             | 48 (119)             | 52 (126)             | 52 (125)             | 51 (123)             | 52 (126)             | 47 (117)             | 38 (100)             | 35 (95)              | 52 (126)             |
| 平均最高気温 °C （°F）                                              | 21.6 (70.9)          | 24.4 (75.9)          | 27.6 (81.6)          | 31.8 (89.3)          | 35.7 (96.2)          | 40.5 (104.9)         | 42.6 (108.6)         | 41.9 (107.4)         | 39.4 (102.9)         | 33.6 (92.4)          | 26.1 (78.9)          | 21.6 (70.8)          | 32.2 (90.0)          |
| 平均最低気温 °C （°F）                                              | 3.7 (38.7)           | 6.2 (43.1)           | 9.2 (48.6)           | 12.2 (53.9)          | 16.1 (60.9)          | 19.7 (67.5)          | 23.2 (73.7)          | 23.3 (73.9)          | 19.8 (67.6)          | 13.6 (56.5)          | 6.6 (43.9)           | 2.9 (37.3)           | 13.1 (55.5)          |
| 最低気温記録 °C （°F）                                              | −11 (13)             | −7 (19)              | −5 (23)              | 1 (34)               | 0 (32)               | 9 (48)               | 12 (53)              | 11 (51)              | 7 (45)               | −2 (28)              | −4 (24)              | −8 (18)              | −11 (13)             |
| 降水量 mm （inch）                                                  | 17.5 (0.69)          | 15.7 (0.62)          | 9.7 (0.38)           | 2 (.08)              | 0.5 (.02)            | 0.3 (.01)            | 3.3 (.13)            | 5.8 (.23)            | 10.7 (.42)           | 6.1 (.24)            | 5.1 (0.20)           | 7.9 (0.31)           | 84.6 (3.33)          |
| 出典：http://www.wrcc.dri.edu/cgi-bin/cliMAIN.pl?ca5502 August 2010 |                      |                      |                      |                      |                      |                      |                      |                      |                      |                      |                      |                      |                      |

## 生態系
この砂漠の環境には、絶滅危惧種であるカリフォルニア・ファンパーム（Washingtonia filifera）、サンタロサ山脈やサンジャシント山地に住む羊の1種、ビッグホーンシープ、砂漠固有の爬虫類でその生体数がアメリカ絶滅危惧種法の数値を下回りつつあるフサアシトカゲなど様々な植物相や動物相がある。その他砂漠の野生生物としては、地元固有種のアリ、コウモリ、甲虫類、クロウタドリ、ボブキャット、クーガー、コヨーテ、ヒシモンガラガラヘビ、ノミ、キツネ、ブヨ、ジリス、タカ、アブ、ジャックウサギ、カンガルーネズミ、カ、マウンテンライオン、フクロウ、ハト、ウズラ、ガラガラヘビ、カラス、ゴキブリ、ミチバシリ、サソリ、クモ、シロアリ、ダニ、クサリヘビ、スズメバチ、ムチサソリ（ビネガルーン）およびワイルドキャットがいる。

## 町と人口
コーアチェラ・バレーには9つの都市がある。
| 都市                       | 人口 （2020年国勢調査） | 人口 （2010年国勢調査） |
| -------------------------- | ----------------------- | ----------------------- |
| カセドラルシティ           | 51,493                  | 51,200                  |
| コーチェラ                 | 41,941                  | 40,704                  |
| デザートホットスプリングス | 32,512                  | 25,938                  |
| インディアンウェルズ       | 4,757                   | 4,958                   |
| インディオ                 | 89,137                  | 76,036                  |
| ラキンタ                   | 37,558                  | 37,467                  |
| パームデザート             | 51,163                  | 48,445                  |
| パームスプリングス         | 44,575                  | 44,552                  |
| ランチョミラージュ         | 16,999                  | 17,218                  |

未編入領域としては西端のバミューダデューンズとサウザンドパームズ、北縁に沿ってインディオヒルズ、スカイバレー、ノースパームスプリングスとガーネット、南東部にサーマル、バレリージャン、ビスタサンタロサ、オアシス、およびメッカがある。カウィーア族インディアンはカバゾン・バンド・オブ・ミッションインディアン、トゥエンティナインパームズ・バンド・オブ・ミッションインディアン、アグアカリエンテ・バンド・オブ・カウィーア・インディアンおよびトレス・マルティネス・バンド・オブ・カウィーア・インディアンに分かれており、それぞれがバレー内に居留地を持っている。
地域の歴史を通じて退職者の避難所という意味合いがあり、高齢者や裕福な市民がコーアチェラ・バレーに来るようになったので、住民に占める65歳以上の者の比率が高い。

### 政治的な傾向
コーアチェラ・バレーは政治的に幾らか保守的であるが、それでも多様な地域社会の一部としてゲイやレズビアンを受け入れていることで知られている。最近の推計ではパームスプリングス住民の33％がゲイかレズビアンとされている。カセドラルシティには多くのゲイ・リゾート、バー、レストランおよびクラブがある。パームスプリングス中心街のアリーナズ道路沿いに並ぶ多くの施設はゲイのためのものであり、毎年開催されるLGBTのホワイトパーティの中心になっている。おそらく国内で唯一公然とゲイを表明したアフリカ系アメリカ人市長であるパームスプリングス市の元市長ロン・オーデンのインタビューに拠れば、多くのHIV感染者が最近制定されてきた広範な健康支援システムの恩恵を受けるためにパームスプリングスに移転してきている。このためにパームスプリングスは国内でも1人当たりのHIV感染者数が最も高い都市の1つである。
地域ではメキシコ系アメリカ人の政治家比率が高い。またラキンタ選出の州下院議員ボニー・ガルシアはプエルトリコの出身である。
リバーサイド郡有権者登録事務所に拠れば、移転してきた（若い）有権者の大半は民主党支持であり、一方コーアチェラ・バレー有権者の大部分は共和党支持である。近年、新しい郊外住民（大半は退職した移転者）は共和党支持の傾向があり、長年の住人（大半はヒスパニック）は民主党支持の傾向がある。
コーアチェラ・バレーには多様な人種や民族が入ってきた歴史がある。かつてはコーカサス出身者が多かった。2004年時点でコーアチェラ・バレーには373,100人が住んでいる。このうち、44.7％は非ヒスパニック白人、49.9％はヒスパニック、1.8％はアフリカ系アメリカ人、2.1％はアジア系アメリカ人、0.4％はインディアンとエスキモー、0.1％はその他の人種、混血は1.1％となっている。

#### 住人の歴史
20世紀初期、アメリカ合衆国中から1,000人足らずの常駐住民が「村」（パームスプリングス）と周辺の農場や牧場、およびインディアン居留地に住んでいた。1930年国勢調査では、コーアチェラ・バレー人口の半分足らずが「白人」であり、残りはメキシコ系であり、特に東部には地域内の鉄道を維持するためのトラケロ（メキシコからの鉄道労働者）が多く、また地元のインディアンは貧窮化した居留地に住んでいた。
1890年代、スコットランド移民のウェルウッド・マーレイとアメリカ東海岸出身のアメリカ人ジョン・ガスリー・マッカラムが共同で「パームバレー」と呼ぶ農業コロニーを設立し、これがパームスプリングスとなった。その後はアイルランド系とスコットランド系住民が多かった。設立した2人はこのコロニーを「暖かい気候と理想的な冬の住居」ができると開拓者達に宣伝した。1900年代初期に東海岸（ニューイングランド）、カナダおよびイギリスからの出身者が多かったのはこのためである。
地域の人口が成長したのは第二次世界大戦後にイタリア系やポーランド系住民が増えたことであり、その多くは「リトルタスカニー」と呼ばれるパームスプリングスの地区に入った。その後、ドイツ系、フランス系およびスカンディナヴィア系住人が加わった。今日カナダ、ヨーロッパおよびオーストラリアから多くの観光客が訪れ、ある者は定住する。イギリス人は休暇のためあるいはしばしば引退のためにパームスプリングスなど砂漠の都市に来ることが増えている。

#### 宗教生活
コーアチェラ・バレーにはユダヤ人の社会があり、ユナイテッド・ジューイッシュ・シティズンズ・オブ・ザ・デザートに拠れば、コーアチェラ・バレーには推計2万人のユダヤ系アメリカ人が住んでいて、カリフォルニア州でも最大級のユダヤ人社会になっている。地域内にはあらゆる宗教や宗派があり、その最大のものはローマ・カトリックである。かなりの数のモルモン教徒が1900年代初期から住んでおり、末日聖徒イエス・キリスト教会の支部が3つ有る。

#### ヒスパニック社会
ヒスパニック系アメリカ人はパームスプリングスの中部と東部で長くその地歩を築いてきており、インディオ市とコーアチェラ市では長年人口の過半数を占めてきた。2000年国勢調査ではコーアチェラ・バレー人口の約35％がラテン系である。しかし、アメリカ合衆国ヒスパニック商工会議所に拠れば、住人の約半数（50ないし60％）がラテン系である。
ヒスパニック系の大半はメキシコ系であり多世代社会を築いているが、中央アメリカ系（特にインディオ市とカセドラルシティ）、キューバ系アメリカ人、プエルトリコ系アメリカ人および南アメリカ系（特にランチョミラージュとパームデザート）も多い。隣接するメキシコからの移民のこの20年間の傾向はカリフォルニアの他の地域よりもコーアチェラ・バレーの文化に多くの面で影響を与えてきた。
ヒスパニック系移民の大半はこの地域で年間を通じて可能な農業で働くために来ていたが、今日では建設業や家屋のリフォーム、リゾートの接客業、造園業および小売業でも職を見付けている。

#### その他の人種と民族
カウィーア族インディアンの存在は地域での生活で傑出している。カジノや土地を所有していることで地元インディアンの多数は収入が上位のクラスに入る。南カリフォルニアのアメリカインディアン国民会議に拠れば、地域住民の5％足らずがインディアンである。
アフリカ系アメリカ人はパームスプリングスの北端と東端に集中しており、またインディオやデザートホットスプリングスにも居住するが、地元アフリカ系アメリカ人は中流および富裕な地域ではどこにでも住んでいて、人口構成比は5％足らずである。地域にはインド系アメリカ人（大半はスリランカ出身）が1万人住んでいて、1930年代と1940年代に農業労働者となった者の子孫である。さらにパームデザートにはフランス領ポリネシア出身の太平洋諸島系タヒチ人が1,000人住んでいる。
その他の民族集団としてはアジア系（中国人、日本人、フィリピン人）と、小さな波としてアルメニア人と中東からのアラブ人（特にレバノン人とシリア人）がいる。これらは1900年代初期の地域農業に関わった。近年、イラン人やイスラエル人、東インド人および韓国人も家屋を購入するようになり、しかも投資目的でより高価なものを購入している。

#### 寛容さの強調
2000年代半ば、パームスプリングス市当局と実業界の指導者が市の寛容さ、また多民族が密接に生活していることについて、市の緊張をほぐすような姿勢を生んでいる多文化性を祝すために、誇りの印として「憎しみの無い地帯」宣言を非公式に行うことを検討した。特にゲイやレズビアンに読まれている雑誌「アドボケート」が、ゲイやレズビアンの生活様式について世界で最も人気のある場所の1つとしてパームスプリングスを選んだ。

## 経済

### 農業
コーアチェラ・バレーはアメリカ合衆国でもナツメヤシの主要産地であり、国内生産量の95％を生産し、毎年インディオで開催されるリバーサイド郡祭と全国ナツメヤシ祭で祝っている。ナツメヤシを育てる初期の試みは1890年頃のことであり、アメリカ合衆国農務省がイラクやエジプトからナツメヤシの苗木を輸入した。この時、アメリカ合衆国南西部のニューメキシコ州ラスクルーセス、アリゾナ州ユマとフェニックスおよびカリフォルニア州の数都市に68本の苗木が配られた。カリフォルニア州の都市はインディオ、ロサンゼルスに近いポモナ、トゥーレアリ、およびサンディエゴに近いナショナルシティだった。このとき輸入された苗木は全て雄株であり、ほとんど果実を生まなかった。コーアチェラ・バレーが有望だったので農務省の園芸家バーナード・ジョンソンが、1903年9月にアルジェリアから持ち帰った多くの苗木を植えた。ジョンソンは彼自身の発案で1908年および1912年にもさらに多くの苗木をアルジェリアから輸入した。コーアチェラ・バレーのナツメヤシは現在のメッカ近くで農務省が行った実験にその起源を辿ることができる。ナツメヤシの樹林は現在のカセドラルシティからソルトン湖の間で育てられたが、1990年代までに土地開発のために植え替えられた。今日のナツメヤシ樹林はほとんど全てインディオの南にある「イースト・バレー」、コーアチェラ市近くおよびラキンタの東にある。
コーアチェラ・バレーで生産されるその他の農産物としては、ブドウ、レモン、ライム、オレンジ、グレープフルーツのような柑橘類、タマネギとニラネギ、およびコショウなどの果物と野菜がある。バレーの平面部では、アルファルファ、チョウセンアザミ、アボカド、豆類、ビート、キャベツ、ニンジン、トウモロコシ、綿花、キュウリ、タンポポ（サラダ用）、ナス、イチジク、穀物（大麦、オート麦、ライ麦および小麦など、米もソルトン湖地域の水田で栽培される）、ホップ、コールラビ、レタス、マンゴー、ネクタリンとモモ、カキ、プラムとプルーン、ザクロ、ジャガイモ、ラディッシュ、ホウレン草、イチゴ、サトウキビ、トマト、様々なハーブとスパイスなどの野菜が収穫されている。コーアチェラ・グレープフルーツはここが原産である。コーアチェラ市は農製品の出荷地点になっている。庭園用草、花、木が暖かい気候あるいは砂漠の気候を利用して栽培され、ゴルフコースや庭園造り用に販売されている。
農業は昔からの住人にとってその大多数の基盤になっている。2000年国勢調査でコーアチェラ・バレー住人のわずか10％がこの土地で生まれ育ったものであり、この比率はアメリカ合衆国の他地域よりかなり低い。昔からの住人はその両親や祖父母が農夫や労働者としてこの地に来て、バレーの東部を暑い砂の砂漠から年中作物を育てられる緑の肥沃土壌に変えたものである。コーアチェラ・バレーとインペリアル・バレーの農業における奇跡（「魔法のバレー」とも呼ばれる）は、一部は灌漑により、最終氷期に淡水湖だった時代からの地下水があり、オールアメリカン運河が1940年代に完成してコロラド川の水を大量にもたらしたことによっている。ソルトン湖に近いメッカで最近魚農業すなわち水産養殖業が地元経済にとって有望なものになっており、特に大きな塩水湖の不安定な生態系を再生させる試みになっている。

### ウィンドファーム
バレーの北西、州間高速道路10号線沿いのサンバーナーディーノ、リバーサイド両市からの入口はサンゴルゴニオ峠と呼ばれており、地球上でも風の強い場所である。冷たい海岸の空気がこの峠を通るように押され、暑い砂漠の空気と混ざって、カリフォルニア州でも安定して風力発電を行える3つしかない理想的な場所の1つにしている。サンゴルゴニオ峠ウィンドファームでは砂漠や丘の上、高速道路の両側に数百の風車が立ち、峠の頂点から接近する観光客を出迎え、地域のシンボルになりつつある。州内にある他のウィンドファームはモハーヴェとベーカーズフィールドの間のテハチャピ峠、リバモアに近いアルタモント峠である。

## 歴史
コーアチェラ・バレーの名前の由来については幾らかの議論がある。昔の地図ではこの地域をスペイン語で貝殻を意味する「コンチラ」（"Conchilla"）と表記していた。この地域は過去に広大な内陸海の一部だったので、小さな化石化した軟体動物の殻がほぼどこでも出土していた。民間の伝承では、サザン・パシフィック鉄道の測量隊に与えるデータを書き写すように言われた地図制作者が誤ってコンチラをコーアチェラに書き換えてしまったということである。鉄道会社は費用のかかる地図の書き換えよりも綴りの間違った「コーアチェラ」を地域の名前に採用することを選んだ。コーアチェラという名前が単純に創作だと考える者もいるが、これはありそうにない。この地域は1857年にエドワード・フィッツジェラルド・ビールによって測量され、その測量隊は砂漠を横切るためにラクダを使った。その行程は主に歴史的なブラッドショー・トレイルに沿っていた。19世紀後半にサザン・パシフィック鉄道が通り、豊富な自噴の井戸が発見されてからこの地域は拡大を始めた。1898年にインディオで生まれたシンダレラ・コートニーがこの地で初めての非インディアン出生者となり、男の子の場合は1899年のデイビッド・エルジンが最初だった。
1926年にアメリカ国道99号線がコーアチェラ市とインディオの北を通り、西のロサンゼルス市と繋いだ。これはほぼ現在の州間高速道路10号線に沿っている。このことで国内の他地域に対して農業、商業および観光の道が開けた。さらに1930年代初期にカリフォルニア州道111号線が開通し、バレー内を対角線に横切り、主要都市の全てを結んだ。ジューン・マッキャロル博士は当時サザン・パシフィック鉄道の看護師でその事務所がインディオのアメリカ国道99号線に面していたが、度々正面衝突事故が起こったために道の中央に縞模様を描くことで上下線の区別をした最初の人物になったとされている。この標準は精緻化され世界中で採用されるようになった。マッキャロル博士はインディオを通る州間高速道路10号線の一部にその名前を付けられることで記念されている。
コーアチェラ・バレーは1980年代と1990年代に不動産ブームの主要な対象となり、このときは高齢者や冬季住人および引退者に限られなくなっていた。幼い子供のいる家族や若い成人がパームスプリングスやその周辺の安い住宅価格や家賃に興味を持つようになった。観光地としてのパームスプリングスが世界に宣伝され、海外からの来訪者が増えて、現在では「年間を通した」地域社会となっている。コーアチェラ・バレーはアメリカ合衆国南西部のネバダ州ラスベガス、アリゾナ州フェニックスあるいはニューメキシコ州サンタフェと比較されることもあれば、南カリフォルニア州の一部として人気のあるサンディエゴ、オレンジ郡、ロサンゼルス市およびインランド・エンパイアの他の都市と比べられることもある。2003年の雑誌社「コンデナスト・パブリケーションズ」の評価では、パームスプリングスが世界の余暇利用地トップ10に入り、しかもその中で人口が最も少ない町となった。

## レクリエーションと年中行事
コーアチェラ・バレーは年間350日以上の日照があり、夏は極めて暑いが冬もアメリカ合衆国西部では最も暖かいということで、バレーを取り巻く山脈の多くの谷でハイキングや乗馬が人気のあるレクリエーションになっている。最も訪れる者の多いアウトドアスポーツの地域としてサウザンドパームズ・キャニオンがある。
コーアチェラ・バレーはかつて枯草熱アレルギーを患う者にとって安全な避難地だった。その後ゴルフコースや年間を通して青い芝地が増加し、20世紀前半に気管支炎、肺気腫および気管支喘息を患う者が健康上の理由で転地を選ぶようになった。
1900年代初期、パームスプリングスは理想的な農業町であり、小規模農業経済に転換された土地もあった。これが失敗した後、全ての農地と樹林は家屋とゴルフコースで置き換えられた。年間を通して緑の環境を維持できる地下水に恵まれていたサーマル、メッカ、オアシスおよびビスタサンタロサのようなコーアチェラ・バレー下流の地域では農業が成功した。
地域内に200以上のゴルフコースが造られ、世界でも評判のゴルフを楽しむ地域の1つとなった。毎年サンクスギビングデイにはラキンタでメリルリンチ・スキンズゲームが開催され、ゴルフ界の名選手を惹き付けている。PGAはラキンタでの存在感が大きく、PGA・WESTゴルフと複合住宅もある。PGA・WESTはヒューマナ・チャレンジのホストコースであり、テーマパーク「ディズニー・カリフォルニア・アドベンチャー」でIMAXを使ったアトラクションのソアリン・オーバー・カリフォルニアでもここのフェアウェイが使われている。
地域内には地元インディアン部族が運営する高級なラスベガススタイルのカジノも点在し、自然の鉱水井戸のあるリゾートホテルと温泉もあるので、大きな観光地になっている。20世紀最大の工学的業績の一つとされるロープウェイ、パームスプリングス・エリアル・トラムウェイで、バレー底部から標高8,516フィート (2,595 m) のサンジャシント山まで行くことができる。
パームスプリングスには国内でも最大級のミッドセンチュリー建築が集まっている。数千の家屋、アパート、ホテル、事務所ビルなどがこのスタイルで設計された。世界中のミッドセンチュリー建築愛好家がこのためにパームスプリングスを訪れている。

### 行事と活動
パームデザートのエルパソ・ドライブ沿いでは彫刻の入替展示が行われている。
パームスプリングスはハリウッドの小型版となり、ユタ州サンダンスと競っている。毎年1月に開催されるパームスプリングス国際映画祭と、8月に開催されるパームスプリングス国際短編映画祭は歴史あるプラザ劇場で行われている。
プロ・テニスのファンには2000年にオープンしたインディアンウェルズ・テニスガーデンがあり、毎年3月にBNPパリバ・オープン・テニス選手権が行われている。
毎年4月、インディオではリバーサイド郡祭と全国ナツメヤシ祭が開催されている。インディオではインディオ/エンパイア・ポログラウンドのロックミュージック・コンサート会場で毎年コーアチェラ・バレー音楽祭も開催されており、その注目される演奏と景観の美しさで国内でも上位の音楽祭と認められている。
バレーの北にあるジョシュア・ツリー国立公園、南にあるサンタロサ山脈とサンジャシント山地、西にあるスノー・トゥ・サンド国立保護区などでは荒らされていない砂漠の自然を楽しむことができる。パームデザートにはリビング・デザート動物園と野生生物ガーデンがある。
その他の活動には以下のものがある。
- 毎年11月にサーマルにあるジャクリーン・コクラン地域空港でエアショーが開催されている。毎年1月のパームスプリングス空港エアショーでは第二次世界大戦時の戦闘機が展示される。
- 近年はオールタナティブ・ミュージックのメッカになってきた。インディオのエンパイア・ポロクラブでは毎年4月に屋外のコーアチェラ・バレー音楽祭が開催され、国内のオールタナティブ・ミュージック愛好家を集めている。
- デザート・サーキット・ホースショーは国内最大級の馬の競技会であり、1月から3月までポログラウンドで開かれている。英国チャールズ3世（当時皇太子）のような著名人によるポロの試合もある。
- コーアチェラ・バレーはマイナーリーグとセミプロのスポーツチームを誘致しようとしたが、これまでは成功していない。1990年代パームデザート市当局がスポーツ会場の建設を承認したが、まだ着工されていない。2006年、インディオ市当局はアメリカ合衆国オリンピックチームの訓練施設建設を承認した。
- カレッジのサマーリーグ野球チームであるパームスプリングス・パワーは夏の間試合を行い、カリフォルニア・ウィンターリーグのチームであるパームスプリングス・チルは1月と2月にパームスプリングス・スタジアムで、カナダAズ、コーアチェラバレー・スノーバーズおよびパームデザート・コヨーテズと試合を行う。パームスプリングス・スタジアムは1961年から1993年までロサンゼルス・エンゼルスが春季トレーニングを行っていた施設である。カレッジスポーツはカレッジ・オブ・ザ・デザーツのパームデザート・キャンパスで行われている。
- 近年拡張されたパームスプリングス会議場はショー、コンサート、オークションおよび展示会を行う主要会場である。これまでにエキスビッション・バスケットボール、ローラーホッケー、アイスホッケーなどの屋内スポーツが行われてきた。
- インディアンウェルズ・テニスガーデンでは、毎年10月第1週の週末にフェニックス・サンズが主催するNBAの屋外バスケットボールの試合が行われている。
- 2008年10月にパームスプリングス・グランプリが復活し、選別された都市の通りで1周2マイル (3 km) のコースで行うようになり、パームスプリングスにも自動車レースが戻ってきた。パームスプリングスでは1988年から2002年までクラシックカーのレースを開催しており、1990年代には2度レース場の建設を試みた。しかし市と郡の委員会に承認されなかった。
- ウォルター・アンネンバーグ・エステート博物館は、有名なバレーの住人で百万長者、有名人や慈善事業化の友人でもあるウォルター・アンネンバーグを記念して名付けられたものである。

#### 映画館
カッコ内はスクリーン数
- プラザ劇場 (2)、パームスプリングス国際映画祭とパームスプリングス国際短編映画祭の会場、パームスプリングス市
- スタジアム 9 (10)、パームスプリングス市
- シネマーク劇場 (10)、カセドラルシティ
- メアリ・ピックフォード劇場 (14)、カセドラルシティ
- IMAX 劇場 (4)、カセドラルシティ
- シネマークリバー 16、ランチョミラージュ市
- ランチョ 16、ランチョミラージュ市
- パームズ・トゥ・パインズ 3 、パームデザート市
- パームドールシネマ劇場 (3) 、パームデザート市
- メトロ 8 (8)、少なくとも1つはスペイン語映画を上映、インディオ市

### 著名住人
コーアチェラ・バレーは、1930年代以来ハリウッドの映画スターを惹きつけてきた。ビング・クロスビー、チャールズ・ファレル及びラルフ・ベラミーが、パームスプリングスでは初めてのテニスクラブを設立した。クロスビーはさらに、ランチョミラージュにブルースカイズ・トレーラーパークを設立した。これは、高価な移動住宅群であり、その住宅それぞれに個別のテーマを持たせた。その他、1930年代や1940年代にパームスプリングスを訪れた著名人には、ハンフリー・ボガート、ジョン・バリモア、ダグラス・フェアバンクス・ジュニア、メアリー・ピックフォード及びジュディ・ガーランドがいた。
パームスプリングスの通り名にも名を残すファレルは後に市長に選ばれた。ファレル・ドライブは、計画されていたパームデールの町まで当初建設される予定だった狭軌馬鉄道の通行権があったパームデール鉄道のルートに建設されている。パームデールの町が建設されることはなく、鉄道も数年間運行した後に廃線になった。その枕木は地域で初期の住宅建設に利用され、そのうちのコーネリア・ホワイトハウスは今のパームスプリングス中心街に残っている。
連邦議会栄誉章を受章したウィリアム・マックゴナグルはコーアチェラ高校の卒業生であり、バレーを退役後の住処とした。もう一人の連邦議会栄誉章受章者ミッチェル・ペイジはパームデザートに住み、ラキンタに開校した中学校にはその名が付けられた。ジャクリーン・コクランは女性空軍パイロットの設立者かつ指揮官であり、晩年はインディオに住んだ。2005年、マイクロソフトのCEO、ビル・ゲイツはインディアンウェルズにあるビンテージクラブ・カントリークラブに家を購入し所有しているとされている。
エルヴィス・プレスリーは1967年にパームスプリングスをハネムーンで訪れ、以後何度もここを訪れた。フランク・シナトラ、ボブ・ホープ、およびダイナ・ショアはこのバレーに住み、それぞれフランク・シナトラ・セレブリティ・ゴルフトーナメント、ボブ・ホープ・クライスラー・クラシック、ナビスコLPGAという3つの主要ゴルフトーナメントを創設する提唱者になった。ボブ・ホープ・クライスラー・クラシックは現在、コメディアンでゴルフの愛好家ジョージ・ロペスが主催している。この3人共、通り名にその名を残している。これは元大統領のジェラルド・フォードも同様であり、長年ランチョミラージュに住み、アイゼンハワー医療センターの構内にあるベティ・フォード・センターはその妻の名を冠した薬物乱用防止施設であり、フォードはその後援者だった。アイゼンハワー医療センターは元将軍かつ元大統領のドワイト・D・アイゼンハワーの名を冠したものであり、アイゼンハワーもバレーに一時期住んでいた。この医療センターはバレーの住人で百万長者のウォルター・アンネンバーグの名を冠した建物を加えて拡張された。シナトラとその友人であるディーン・マーティン、ペリー・コモ、トニー・ベネット、サミー・デイヴィスJr.、ローズマリー・クルーニーおよびコニー・フランシスは1950年代と1960年代にコーアチェラ・バレーのセレブの社交界をしばしば訪れた。
パームスプリングスに繋がる主要道路は単純に「空港道路」と名付けられていたが、2004年10月17日に「カーク・ダグラス・ウェイ」と改名された。ダグラスは地域の大きな後援者であり、50年間以上もバレーに住んで、現在もモンテシトに住んでいる。ダグラスはその50年間以上にわたって地域の近代化を推進する指導者となってきたとされている。その息子マイケル・ダグラスも俳優であり、女優の妻キャサリン・ゼタ＝ジョーンズと共にパームスプリングスに住んでいると言われている。

### その他の著名人
ルシル・ボールとデジ・アーナズはランチョミラージュの高級住宅地サンダーバードハイツ造成を提唱した。ここにはジェラルド・フォード元大統領と妻のベティも住んでいた。雑誌「パームスプリングス・ライフ」に拠ると、この住宅地の名前が1954年遅くに新しい車の名前「フォード・サンダーバード」になった。またこの雑誌は、ゼネラルモーターズの重役お気に入りの休暇スポットがパームデザートのエルドラド・カントリークラブであり、その名前は1年前のキャデラックのトップモデルに与えられたことも伝えている。地元の自動車の歴史では、工業デザイナーのレイモンド・ローウィがパームスプリングスの自宅で「スチュードベーカー・アヴァンティ」のデザインをしたことになっている。特に1950年代以来、パームスプリングスとその周辺のゴルフクラブは「セレブのプレイグラウンド」と言われてきたが、以前ほどはセレブは訪れてもいないし住んでもいなくなった。2000年代には「スターパワー」が復活しつつある。
ルシル・ボールとデジ・アーナズはインディアンウェルズ・カントリークラブ建設の費用を出した。インディアンウェルズは1956年に有名な「デジル・コート」に冬の住居を設立し、1970年代と1980年代に「ダウンバレー」における成長の主要因になった。大半がゲーテッドコミュニティであるインディアンウェルズはアメリカ合衆国の小さな町の中でも一人当たり収入が最大級であるのに対し、カリフォルニア州道111号線を南東に少し行ったところにあるコーアチェラ市の場合は、国内の人口1万人から5万人の町の中で下から3番目である。ただし、地域が発展するにつれてコーアチェラ市も急速に変化している。アイゼンハワー元大統領の記念碑がインディアンウェルズ市役所の前庭芝生の上にある。ここには町の800人の退役軍人を記念する銘板もあり、高齢者の多い住人の中に退役軍人が占める比率も高いことを示している。コーアチェラ市にもベトナム戦争退役軍人の記念碑があり、この町も退役軍人が占める比率がく、また市の人口構成比で90%以上がラテン系であるためにスペイン語の姓が多いことも示している。
その他コーアチェラ・バレーで育った有名人には次のような者がいる。
- アリソン・ローマン、声優、女優、パームスプリングス生まれでパームデザートで育った
- キャメロン・クロウ、映画監督、脚本家、インディオに近い田舎の家で育った
- アラン・オデイ、シンガーソングライター、コーアチェラ市で育った
- ジョシュ・オム、ミュージシャン、パームデザート高校に通った
- トニー・リーギンス、MLBロサンゼルス・エンゼルス・オブ・アナハイムのゼネラルマネージャー、インディオで生まれ、インディオ高校に通った

### 歴史上の人物
- 元大統領ジョン・F・ケネディはフランク・シナトラを度々訪れた。パームデザートにある聖心カトリック教会の聖堂信者席の1つにかけられた銘板はケネディがミサのときに掛けていた席を示している。
- パームデザートの地域はジョージ・パットンの第三軍と戦車大隊が訓練に使っていた。今日その場所は大規模なエルパセオショッピング地区になっている。パットンはバレーの東端に近いチリアコサミットから北のモハーヴェ砂漠を通るアメリカ国道66号線沿いのアンボイまで伸びる砂漠で大規模作戦の訓練も行った。これら操軍時の戦車の轍が砂漠の中やチリアコサミットにあるパットンに捧げられた博物館で見ることができる。パットンはインディオのウィッティア・ランチハウスを度々訪れている。その家は大きなアドビ建築であり、それを取り巻く土地が開発されているために解体の可能性が出てきていた。インディオ市の草の根組織がこの建物を保存しベテランス・オブ・フォーリンウォーズの支部にすることを請願した。結局この建物は改修され、新しいウィッティア・ランチ住宅開発のためのクラブハウスになっている。カリフォルニア州歴史史跡にも指定されている。
- レコーディング・アーティストのソニー・ボノがパームスプリングスでレストランを経営していた。レストランの新しい看板について市制委員会が協力してくれないことに憤懣を抱いたボノは事態を自分で解決するために市長選に打って出た。地元の保守派でラジオトークショーのホストでもあるマーシャル・ギルバートを選挙対策マネジャーに指名して当選し、ボノに大衆の視線を戻させただけでなく、後の1994年にアメリカ合衆国下院議員に立候補したときにも役立った。ボノは1998年にスキーの事故で亡くなるまで下院議員を務めた。その未亡人メアリーは夫の死で空いた議席を引き継ぎ、後の選挙でも当選した。ボノとフランク・シナトラはカセドラルシティのデザート・メモリアルパーク（現在はフェレストローン・モーチュアリー）に埋葬されている。
- 1926年に当時マーシャルズコーブと呼ばれていた場所に建設された一連のバンガロー、ラキンタ・リゾート・アンド・クラブはバレー最古のリゾート地である。映画監督フランク・キャプラはラキンタのプールサイドで『失はれた地平線』の原稿を書いた。キャプラは近くのコーアチェラ市で埋葬されている。
- ウォルト・ディズニーはパームスプリングスのスモークツリー・ランチにある家が気に入っていたので、牧場のブランドを自分のネクタイ全てに刺繍させた。ディズニーはディズニーランド建設のための費用を賄うためにそこの資産を売りたくなかった。ディズニーのテーマパークそれぞれにミッキーマウスの隣に立っているディズニーの銅像「ザ・パートナーズ」にはディズニーのネクタイに刺繍されていたブランドが記されている。
- クリント・イーストウッドはラキンタのオールドタウンにホッグズブレス・インと呼ぶレストランを所有していた。このレストランは現在カイザー・レストラン・グループが所有しているが、クリント・イーストウッドが編み出したモチーフを維持している[14]。

## コーアチェラ・バレーにある著名な会社
- シーメンス・ウォーター・テクノロジーズ、パームデザート市 - 工業用水浄化システムの製造
- ガシー・レンカー、パームデザート市 - 通信販売情報広告の制作者
- アーニー・ボール、エレキギター弦の製造者、2005年にコーアチェラ市に製造施設を開設した
- シールズ・デート・ガーデンズ、ナツメヤシの栽培者、1924年以来地元のランドマークとなり、観光地になっている
- コカ・コーラボトリング施設、コーアチェラ市、2009年に開業し、1,000人を雇用している
- USフィルター、空調機器製造工場と本社

## 大衆文化の中で
- アニメルーニー・テューンズの短編、Bully for Bugsの中でバッグス・バニーが「コーアチェラ・バレー」の方向とそこで開催されるニンジン祭について尋ねている。実際のニンジン祭はこのバレーの外、インペリアル郡のホルトビルの町で毎年開催されている。
- カナダの小説家ダグラス・クープランドの処女作『ジェネレーションX -加速された文化のための物語たち』（1991年、Generation X: Tales for an Accelerated Culture）の中で1960年から1965年に生まれた世代の不安について語っており、舞台は1980年代のパームスプリングスになっている。
- ジェネレーションXの作家ブレット・イーストン・エリスによる1980年代の小説『レス・ザン・ゼロ』は、ロサンゼルスの不満を抱いた裕福なティーンエージャーの話であり、パームスプリングスを舞台にするシーンがある。1987年に映画化され、マレク・カニエフスカが監督、アンドリュー・マッカーシー、ロバート・ダウニー・Jrおよびジェイミー・ガーツが出演した。
- コーアチェラ・バレーで撮影された最も有名な映画は1963年の『おかしなおかしなおかしな世界』である。この映画にはランチョミラージュの元デザートエアー空港が移されている。現在はランチョ・ラスパルマス・リゾート・アンド・スパになっている。1946年の映画『カンサブランカの夜』の空港逃亡シーンは現在のパームスプリングス国際空港で撮影された。サンジャシント山が背景にはっきり見えている。
- アニメ監督テックス・アヴェリーはMGMのために作った1948年の短編アニメ『人を憎んだ猫』の中でギャグを介してパームスプリングスに簡単に言及している。「ムーンビーム・ロケット会社」のショールームで、その目的地がパームスプリングスと書かれた印のあるちっぽけなロケット船が、地球ではない銀河系の目的地を示す印のある一連の大型ロケットの間に見えていた。
- 2007年の映画『アルファ・ドッグ 破滅へのカウントダウン』の大半はパームスプリングスで撮影された。
- 2006年の映画『ミッション:インポッシブル3』のヘリコプター・シーンはパームスプリングス郊外のウィンドファームで撮影された。

## メディア
コーアチェラ・バレーは「パームスプリングス」の表題の下にニールセンとアービトロンの視聴率調査市場となっており、地元のテレビ局8局とラジオ局20局が対象である。NBC系列のKMIR-TVが1968年10月に開局し、パームスプリングス市場で最初のテレビ局になった。タイム・ワーナーのケーブルテレビ視聴者はロサンゼルス地域のテレビ番組を視聴できる。衛星放送のテレビとラジオも視聴できる。コーアチェラ・バレー東部では90マイル (144 km) 離れたメキシコのテレビを受信できる。
ラジオではモリス・コーポレーションが所有するパームスプリングスのデザート・ラジオ・グループがAM3局とFM3局を所有している。パームスプリングスのRMブロードキャスティングはFM4局を所有しているのでFMでは最大である。同じくパームスプリングスのR&RブロードキャスティングははAM、FM各2局を所有している。
新聞では、ガネット・カンパニーが所有する「ザ・デザート・サン」が地元日刊紙である。「ロサンゼルス・タイムズ」も販売されている。「ザ・デザート・バレー・スター・ウィークリー」は唯一の独立系週刊紙であり、無料で500か所以上で配布されている。地元で最も知られた出版物「パームスプリングス・ライフ」はバレーの裕福で有名なエリート層に読まれており、コーアチェラ・バレーやアメリカ合衆国西部全体の都市部で読まれている。多くの定期刊行物が地域のLGBT社会で読まれている。例えば「ザ・ボトムライン・マガジン」や「イン・マガジン」である。パームスプリングスは多くのデスコア・フェスティバルやバンドがあることでも知られている。コーアチェラ・バレーには若者社会向けに確立されたアートブログであるThe Coachella Valley Art Scene Blogがある。

## 交通
地域の航空路はパームスプリングスにあるパームスプリングス国際空港、サーマルにあるジャクリーン・コクラン地域空港およびバミューダデューンズにあるバミューダデューンズ市民空港が利用できる。州間高速道路10号線がバレーの北縁を走っており、カリフォルニア州道11号線はバレーの南西縁を約30マイル (50 km) 走り、コーアチェラ・バレーのほとんど全ての都市の幹線道路になっている。4車線の高速道路カリフォルニア州道86S号線が1990年代初期に完成し、2車線の州道86号線の特別バイパスになった。当初のアメリカ国道99号線のルートを示す歴史標識が、インディオ市内のインディオ・ブールバードとコーアチェラ市内のハリソン通りに見られる。
バレーの公共交通はサウザンドパームズに本拠を置くサンライン交通局が運行しており、これは燃料電池で動く大型バスを含め代替燃料に完全に転換した機関として国内初のものだった。

## 教育
コーアチェラ・バレーには3つの公共教育学区がある。すなわち、コーアチェラ市のコーアチェラ・バレー統一教育学区、ラキンタ、インディオおよびパームデザートを管轄するデザートサンド統一教育学区およびパームスプリングス、カセドラルシティおよびデザートホットスプリングスを管轄するパームスプリングス統一教育学区である。バレー内の高校は10校、私立学校は教会が運営するものや郡が運営する学校など19校がある。
高等教育はカレッジ・オブ・ザ・デザートがあり、パームデザートにある主キャンパスでは短大レベルのコミュニティ・カレッジと4年制カレッジがある。サーマルにイーストバレー・キャンパスをパームスプリングスにウェストバレー・キャンパスを新しく建設した。

### メディアのリンク
- The Desert Valley Star Weekly
- The Coachella Valley Art Scene
- INDIEWIN covers Coachella Valley Indie Events
- Desert Sun newspaper
- Press-Enterprise newspaper
- Palm Springs Life magazine
- Morris Desert Media
- The Eagle 106.9 FM KDGL Classic Hits
- U92.7 FM KKUU Rhythmic Contemporary Hits Radio
- 93.7 FM KCLB Active Rock
- Knews 94.3 FM & 970/1140/1250 KNWZ AM News Talk
- Team 1010 AM KXPS Sports Talk
- 1270 AM KFUT La Voz (The Voice) Spanish Talk/Mexican Oldies
- CBS2 CBS-TV affiliate KPSP/Desert Television
- KESQ-TV/KDFX-CA/KUNA-LP
- KVER and KEVC television
- Contemporary country music radio station KPLM-FM Palm Springs
- Smooth jazz radio station KJJZ-FM Indio
- Jack FM affiliate KAJR-FM Indian Wells
- Home page of KWXY-FM Cathedral City, one of the last beautiful music radio stations in the country
- News and talk radio station KNWZ (AM) Palm Springs/Coachella/Yucca Valley
- Soft rock radio station KEZN-FM Palm Desert

北緯33度49分26秒 西経116度31分49秒 / 北緯33.82389度 西経116.53028度